# Стратосфера
Стратосфера (грч. stratum — слој и грч. sphaira — лопта) се простире до 50-55 km изнад Земљине површине. У  њој се температура у почетку не мења, а затим расте с висином због присуства велике количине озона, који се загрева упијањем штетних ултраљубичастих зрака, штитећи на тај начин живи свет на Земљи. Концентрација озона је највећа на висини од 20-25 километара. Слој с озоном назива се озоносфера. Због сувоће ваздуха у стратосфери нема облака. Само понекад ствара се танки седефасти облаци, састављени од ситних капљица прехлађене водене паре и кристалића леда. Стратосферу од тропосфере одваја тропопауза, а од мезосфере стратопауза.
У горњем делу стратосфере доминирају западни ветрови, док се у горњем слоју јављају источни ветрови, нарочито у току лета.